# Charybdis (Schiff, 1941)
HMS Charybdis (88) war ein Leichter Kreuzer der britischen Dido-Klasse während des Zweiten Weltkriegs. Sie wurde bei Cammell Laird in Birkenhead gebaut. Sie und ihr Schwesterschiff Scylla wurden mit vier 4,5-inch-(113-mm)-Zwillingsgeschützen anstelle der klassentypischen 5,25-inch-133-mm-Doppeltürme ausgestattet, da es bei der Lieferung der Doppeltürme Engpässe gab. Auf Grund ihres Namens und der nominell schwächeren Bewaffnung trugen die beiden Schiffe den Spitznamen „Zahnloser Schrecken“.
Die Charybdis wurde zur Sicherung der Flugzeugüberführungen und der Versorgungsgeleitzüge nach Malta und zur Sicherung der alliierten Landungen in Nordafrika und bei Salerno eingesetzt. Bei ihrem ersten Einsatz gegen deutschen Schiffsverkehr im Ärmelkanal wurde sie am 23. Oktober 1943 durch deutsche Flottentorpedoboote versenkt. Über 400 Mann verloren dabei ihr Leben.

## Baugeschichte
Bei der Auftragsvergabe an Cammell Laird im August 1938 war die Charybdis als normaler Flugabwehrkreuzer geplant. Bei Kriegsbeginn erhielten jedoch die Schlachtschiffe der King-George-V-Klasse (je acht Türme) den Vorrang in der Ausstattung mit den 5,25-inch-Doppeltürmen, deren Fertigung sich als sehr aufwendig erwies. Von den sieben Schiffen des ersten Bauloses der Dido-Klasse konnten daher drei Schiffe bei Fertigstellung nur vier statt der geplanten fünf Türme erhalten. Um dieses Problem zu entschärfen, wurde daher in der Admiralität entschieden, zwei der drei Schiffe des zweiten Bauloses umzukonstruieren. Sie sollten das 4,5-inch-Mehrzweckgeschütz erhalten, das für die britischen Flottenträger ab Ark Royal entwickelt worden war. Um die Zwillings-Geschützes dieses Typs einbauen zu können, erhielten die Charybdis und die nachfolgende Scylla vorn und achtern neu konstruierte Deckshäuser, in denen jeweils zwei Türme eingebaut wurden. Die neue Hauptbewaffnung war ursprünglich für die Umrüstung von Leichten Kreuzern der Danae-Klasse zu Flugabwehrkreuzern vorgesehen; ein Projekt, das wegen des Ausbruchs des Krieges aufgegeben wurde. In die beiden abweichenden Dido-Kreuzer wurden auch nicht mehr die ursprünglich für die Klasse vorgesehenen Vierfach-Fla-MG eingebaut, sondern durch andere leichte Fla-Geschütze ersetzt. Der abweichende Bau der beiden Schiffe wurde als Bau von Flaggschiffen für die Admirale der Zerstörer bei den beiden britischen Flotten ausgegeben. Tatsächlich führten diese aber im Krieg keine größeren Zerstörerverbände mehr, da die Zerstörer kaum über Flottillenstärke geschlossen eingesetzt wurden.
Die Kiellegung der Charybdis erfolgte bei Cammell Laird am 9. November 1938 als erstes Schiff des zweiten Bauloses. Wie die beiden anderen Schiffe dieses Auftrags entstand sie bei einer Werft, die schon einen Kreuzer des ersten Bauloses in Bau hatte. Die Werft in Birkenhead baute seit dreizehn Monaten die für die Klasse namensgebende Dido. Am 17. September 1940 lief die Charybdis knapp zwei Wochen vor der Ablieferung der Dido als neuntes Schiff der Klasse vom Stapel und wurde dann am 3. Dezember 1941 als siebter Kreuzer der Dido-Klasse abgeliefert. Zu diesem Zeitpunkt hatte die Bauwerft mit der Argonaut ihren dritten Kreuzer der Klasse bereits vom Stapel gelassen.
Der Name Charybdis stammt aus der griechischen Mythologie. Dort ist Charybdis der Name eines Seeungeheuers, das gemeinsam mit der Skylla an einer Meerenge gelebt haben soll. Den Namen Charybdis hatte die Royal Navy erstmals 1809 an eine Brigg-Sloop mit 18 Kanonen vergeben. Seitdem hatten drei weitere Schiffe diesen Namen getragen; zuletzt von 1893 bis 1922 ein Kreuzer der Astraea-Klasse, der zu Beginn des Ersten Weltkriegs noch im Nordatlantik eingesetzt worden war.

## Einsätze
Die fünfte HMS Charybdis kam dann zur Home Fleet und sicherte schon im Dezember 1941 Minenleger bei der Erweiterung der Northern Barrage nördlich der Färöer.
Am 19. April 1942 verstärkte die Charybdis mit der zum Flakkreuzer umgebauten Cairo der C-Klasse sowie den alten Zerstörern Westcott, Wishart, Vidette, Wrestler der V- und W-Klasse und Antelope vor Gibraltar die am 14. in Greenock ausgelaufene Force W mit dem Schlachtkreuzer Renown, dem US-Träger Wasp, und vier britischen und zwei amerikanischen Zerstörern, die Spitfire-Jagdflugzeuge nach Malta einfliegen sollte (Operation Calendar). Am 20. starteten im Mittelmeer 47 Jäger, von denen 46 das Ziel erreichten, aber fast sofort durch einen deutschen Luftangriff zerstört wurden. Gleich nach dem erfolgreichen Start der Jagdflugzeuge kehrte die Charybdis mit der Wasp nach Gibraltar zurück und geleitete den amerikanischen Träger noch ein größeres Stück in den Atlantik.
In den folgenden Monaten sicherte die Charybdis noch weitere Flugzeugträger bei ihren Vorstößen in das westliche Mittelmeer bis zu einem Punkt, von dem sie für Malta bestimmte Flugzeuge starten lassen konnten. So begleitete sie Anfang Mai erneut die Wasp und den britischen Flugzeugträger Eagle (Operation Bowery), die 61 Spitfires nach Malta starteten und noch im selben Monaten Eagle und Argus (Operation LB). Bei diesem Einsatz flogen 17 Spitfires von den Trägern nach Malta; sechs ebenfalls für Malta bestimmte Albacores wurden nicht gestartet. Anfang Juni ermöglichte die Operation Style die Überführung von weiteren 28 Spitfires von der Eagle beim Verlust von vier Jägern, die auf dem Überführungsflug von feindlichen Maschinen abgeschossen wurden.
Mitte Juni 1942 versuchten die Briten Malta durch eine Doppeloperation auch durch Schiffe wieder zu versorgen, indem von Ägypten die Operation Vigorous und von Gibraltar die Operation Harpoon gestartet wurden. Die Kräfte der Achsenmächte sollten so zersplittert werden und einen Erfolg möglich machen.
Die Charybdis war unmittelbar im Anschluss an die Operation Style gleichzeitig zur Sicherung des Transporterkonvoi auch noch an der von den Achsenmächten nicht entdeckten Operation Salient beteiligt, bei der 32 Spitfires von der Eagle nach Malta flogen. Die nach Malta überführten Jäger sollten die Gesamtoperation in der Schlussphase von Malta aus sichern. Der Sicherungsverband des Trägers bestand neben der Charybdis aus der Cairo und den Zerstörern Partridge, Ithuriel, Antelope, Wishart, Wrestler und Westcott. Nach dem Start der Flugzeuge fügte sich der Verband in die Sicherung des Harpoon-Konvois ein, zu der die Argus, das Schlachtschiff Malaya, die Kreuzer Kenya und Liverpool und weitere Zerstörer gehörten.
Der Verband aus dem Osten (Vigorous) mit neun Transportern und zwei Tankern wurde intensiv aus der Luft und durch U-Boote von Deutschen und Italienern angegriffen. Dazu stellte sich die italienische Schlachtflotte dem Verband in den Weg, dem die Briten nur leichte Kreuzer, darunter vier Kreuzer der Dido-Klasse, entgegenstellen konnten und schließlich die Operation abbrachen.
Der Harpoon-Konvoi war etwas glücklicher. Von den vier Transportern und einem Tanker gelangten zwei Transporter nach Malta (einer allerdings schwer beschädigt). Die auch hier intensiven Luftangriffe, angreifende U-Boote und italienische Kreuzer beschädigten viele Schiffe. Verloren gingen neben dem Tanker und zwei Transportern noch die Zerstörer Bedouin und Kujawiak. Am 17. Juni 1942 traf der Verband wieder in Gibraltar ein. Die nach Malta gebrachten Vorräte waren unzureichend und die Royal Air Force (RAF) auf Malta verfügte nur noch über einen geringen Treibstoffvorrat.
Im Anschluss an Harpoon sicherte Charybdis im Juli 1942 noch zwei Flugzeugtransfers nach Malta: bei der Operation Pinpoint starteten unentdeckt 32 Spitfire-Jäger von der Eagle südlich der Balearen, die unterwegs zeitweise die als Schnelltransporter nach Malta laufende Welshman sicherten und von denen 31 Malta erreichten; bei der folgenden Operation Insect griff das italienische U-Boot Dandolo die Eagle mit vier Torpedos vergeblich an, die dann 29 Spitfires nach Malta in die Luft brachte.

### Operation Pedestal

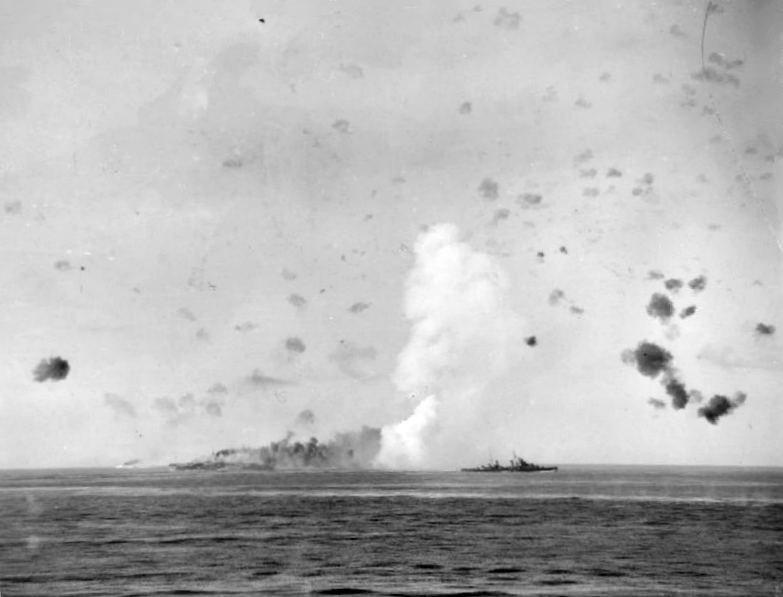
Die brennende Indomitable und die sie sichernde Charybdis

Um die Vorräte auf Malta zu ergänzen, startete die Royal Navy am 10. August 1942 von Gibraltar die Operation Pedestal mit fünfzehn Transportern, die von zwei Schlachtschiffen, vier Flugzeugträgern, sieben Kreuzern und 26 Zerstörern gesichert wurde.
Charybdis sicherte anfangs den Träger Eagle, der am Morgen des 11. August 1942 durch U 73 mit vier Torpedos versenkt wurde und war an der erfolglosen Verfolgung des U-Bootes dann beteiligt.
Sie sicherte dann den nach Bombentreffern brennenden Flugzeugträger Indomitable und die Rettungseinheiten gegen weitere Luftangriffe.

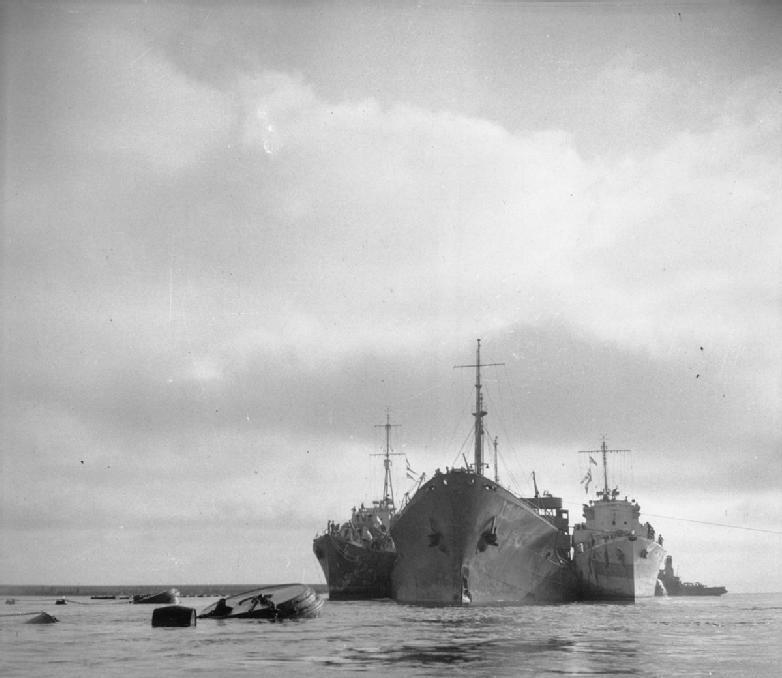
Die schwer beschädigte Ohio, gestützt durch zwei Zerstörer

Am 13. wurde die Charybdis dann mit den Tribal-Zerstörern Eskimo und Somali nach vorn zur Sicherung der Transporter kommandiert. Von den ursprünglich vier Kreuzern der unmittelbaren Sicherung an den Transportern war keiner mehr einsatzbereit. Die Cairo war gesunken, Nigeria und Kenya schwer beschädigt auf dem Rückmarsch und die Tribal-Zerstörer wurden bei der schwer beschädigten Manchester belassen, die sie schließlich versenkten. Trotz weiterer schwerer Luftangriffe gelangten vier Transporter und der beschädigte Tanker Ohio nach Malta, wobei die Charybdis sich bei der Bekämpfung der Luftangriffe der Mittelmächte auf den Konvoi auszeichnete.
Die Bewertung des Ergebnisses der Operation ist unterschiedlich. Die hohen Verluste der Briten lassen die Italiener als Sieger erscheinen. Die durchgebrachten Schiffe sicherten allerdings die Handlungsfähigkeit Maltas, dessen Versorgung in der Folgezeit die Welshmann hinsichtlich der Lebensmittel und U-Boote hinsichtlich des Treibstoffes und der Munition für die RAF-Einheiten auf der Insel übernahmen. Das Vorrücken der Alliierten in Nordafrika ermöglichte dann auch bald Geleitzüge zur Insel mit weitgehender Luftsicherung von Land aus.
Schon unmittelbar nach dem Abschluss von Pedestal, als noch nicht einmal alle eingesetzten Einheiten wieder in Gibraltar versammelt waren, sicherte die Charybdis mit zwölf Zerstörern den Träger Furious bei der Operation Baritone zur Stärkung der Verteidigungsfähigkeit Maltas, bei der 29 der südlich der Balearen gestarteten 32 Spitfire-Jäger die „belagerte“ Insel erreichten.

### Weitere Einsätze im Mittelmeer und Atlantik
Im September 1942 wurde die Charybdis im Atlantik eingesetzt, da weitere Blockadebrecher aus Ostasien auf dem Weg zu Häfen in Frankreich erwartet wurden. Ende Oktober nahm sie dann an der Operation Train beteiligt, auf der erneut von der Furious 29 Spitfires nach Malta eingeflogen wurden, die alle am 29. Oktober Malta erreichten.
Anschließend wurde die alliierte Landung in Nordafrika (Operation Torch) vorbereitet. Die Charybdis wurde der 12th Cruiser Squadron zugeteilt, um vor Algier eingesetzt zu werden.
Sie begleitete und sicherte den Konvoi der Invasionstruppen und gab neben der Luftabwehr auch den Landungstruppen Artillerieunterstützung. Bei diesem Einsatz arbeitete sie erstmals mit ihrem Schwesterschiff Scylla zusammen, das über die gleiche abweichende Bewaffnung verfügte.
Am 12. Dezember 1942 kehrte die Charybdis dann nach Großbritannien zurück, um überholt zu werden im März 1943 nahm der Kreuzer seinen Dienst bei der Home Fleet in Scapa Flow wieder auf. Der Kreuzer sicherte nach der Überholung zuerst Minenoperationen in der Nordsee bis April 1943. Mit Plymouth als neuer Basis sicherte der Flugabwehrkreuzer dann Konvois, die relativ nah an der Biskaya entlang liefen. Ab August 1943 war die Charybdis wieder in Gibraltar stationiert und sicherte Geleitzüge ins Mittelmeer.
Im September wurde die Charybdis den Sicherungskräften für die alliierte Landung in Salerno (Operation Avalanche) zugeteilt und sicherte mit Euryalus und Scylla die britischen Geleitträger, die den unmittelbaren Schutz der Landungstruppen gewähren sollten. Während dieses Einsatzes brachte der Kreuzer den alliierten Oberbefehlshaber Dwight D. Eisenhower in den Landungskopf. Im Oktober 1943 wurde der Kreuzer wieder nach Plymouth verlegt, um im Kanal und der Biskaya zum Einsatz zu kommen.

### Letzter Einsatz und Verlust
Im Herbst 1943 bewegten die Deutschen gelegentlich Schiffe durch den Ärmelkanal und hatten dafür ein Sicherungsverfahren entwickelt. Die Briten hatten als Abwehrmaßnahme die Operation Tunnel entwickelt, die schnell alle verfügbaren Schiffe gegen einen derartigen Versuch in den Einsatz bringen sollte, und wollten vorrangig verhindern, dass es den Deutschen gelang, Blockadebrecher aus Ostasien weiter in das Reich zu geleiten. Im Oktober 1943 wussten die Briten durch ihre Funkaufklärung, dass der Blockadebrecher Münsterland mit einer Kautschukladung und seltenen Metallen durch den Ärmelkanal geleitet werden sollte.

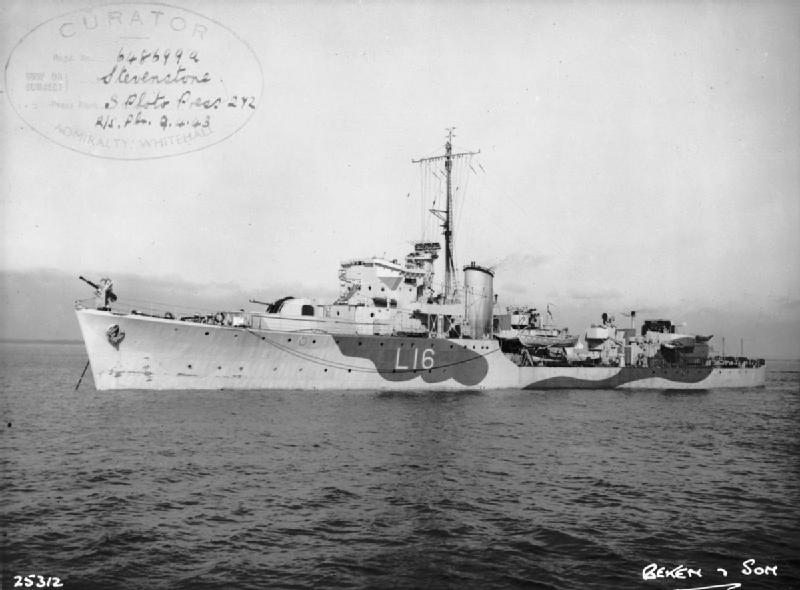
HMS Stevenstone vom Typ Hunt III

Die gerade aus dem Mittelmeer zurückgekehrte Charybdis wurde am 20. Oktober 1943 dem erwarteten Einsatz zugeteilt und ging am 22. Oktober mit den beiden Flottenzerstörern Grenville und Rocket sowie vier Hunt-III-Geleitzerstörern Limbourne, Wensleydale, Talybont und Stevenstone in See. Ohne darauf hingewiesen zu sein, sollte dieser Verband die Münsterland versenken, die durch fünf Flottentorpedoboote der 4. Torpedoboot-Flottille, unter Korvettenkapitän Franz Kohlauf gesichert, in den Ärmelkanal lief.
Die 4. T-Flottille lief am 22. Oktober 1943 aus Brest mit T 23, T 26, T 27, T 22 und T 25 als Fernsicherung des deutschen Geleits um den Blockadebrecher Münsterland aus. Kurz nach Mitternacht am 23. Oktober orteten T 22 und T 23 erstmals mit ihren Funkmessgeräten die anlaufenden britischen Einheiten. Der Flottillenchef Kohlauf hielt die britischen Angreifer für überlegen, ließ seine Boote einen Torpedoangriff fahren und dann abdrehen. Der Kommandant der Charybdis als britischer Verbandsführer hatte auf seinem Radar vermutlich feindliche Einheiten vor sich erkannt, wollte diese überraschen und lief auf die Flottille zu. Als er das Feuer eröffnete, erlitt fast gleichzeitig Charybdis einen Torpedotreffer durch T 23, der den Kreuzer außer Gefecht setzte; ein weiterer Torpedotreffer von T 27 machte die Rettung des Kreuzers, auf dem 462 Mann ihr Leben ließen, aussichtslos. Die Charybdis sank innerhalb einer halben Stunde auf 48° 59′ N, 3° 39′ W. Dazu traf T 22 mit einem Torpedo noch den Geleitzerstörer Limbourne, der auch ausfiel. Die anderen Torpedos der Deutschen verfehlten ihre Ziele. Der Kommandant der Limbourne war der dienstälteste Kommandant des britischen Verbandes, so dass der Verband eine Zeitlang führerlos war.
Die Wensleydale und Stevenstone versuchten, Schiffbrüchige der Charybdis zu retten, während die Talybont die liegengebliebene Limbourne abzuschleppen suchte. Grenville und Rocket suchten auf Befehl des Hauptquartiers nach den Angreifern (vermutet wurden Schnellboote). Da sie keine Angreifer entdeckten, kehrten die Zerstörer zu den Wracks zurück und schlossen die Rettungsaktion ab. 107 Mann der Charybdis und 100 Mann der Limbourne konnten von den anderen britischen Einheiten gerettet werden; die Deutschen griffen die mit der Rettung der Schiffbrüchigen beschäftigten Briten nicht weiter an. Da die schwerbeschädigte Limbourne nicht abgeschleppt werden konnte, musste sie von der Talybont mit einem Torpedo versenkt werden. Auf ihr hatten 42 Mann ihr Leben gelassen.
Die Münsterland schaffte in Abständen nachts noch weitere kleine Etappen im Kanal und wurde schließlich westlich von Cap Blanc-Nez am 21. Januar 1944 durch britische Küstenartillerie endgültig zerstört.

## Gedenken

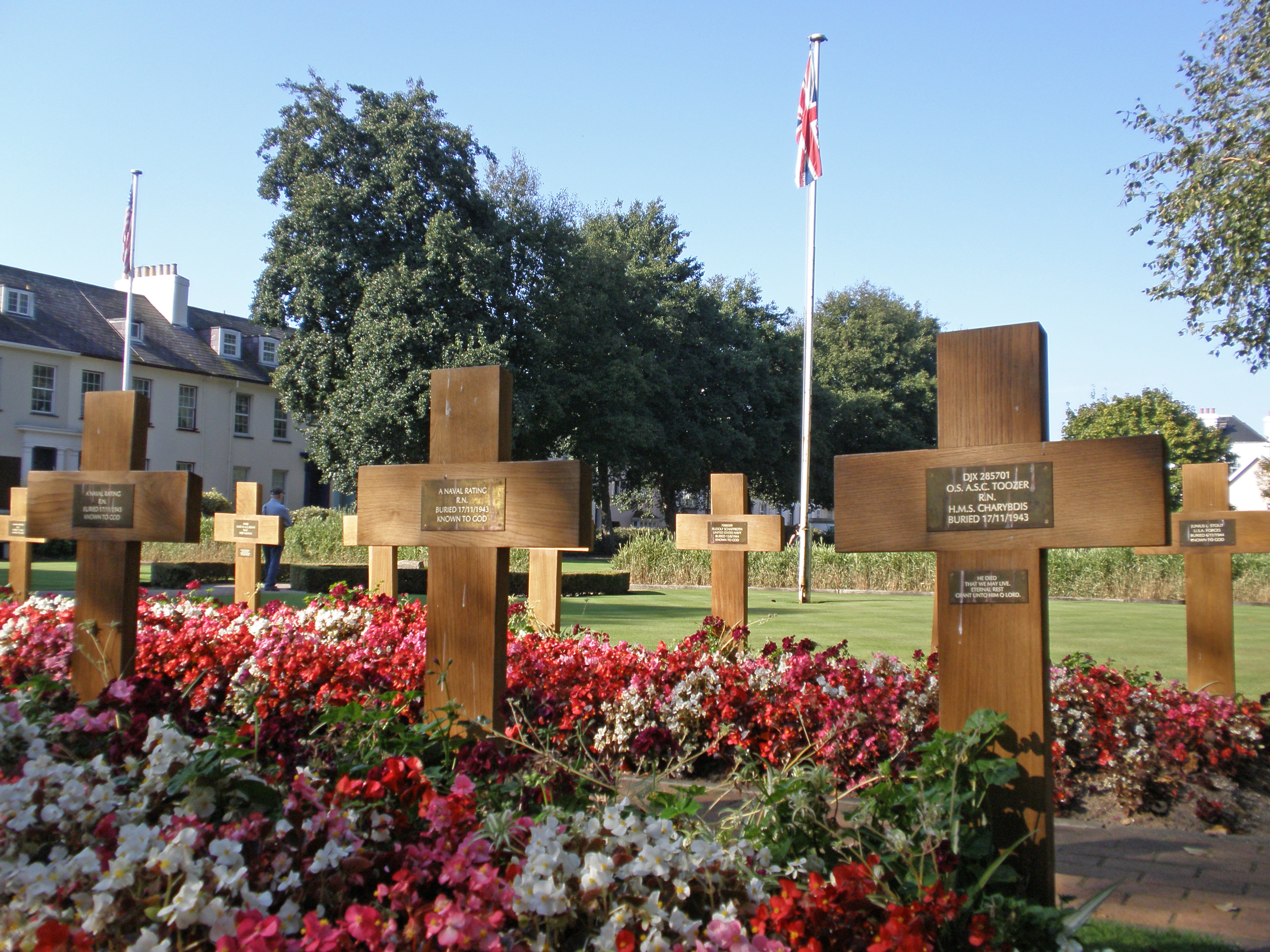
Gräber von Toten der Charybdis auf dem Kriegsfriedhof Saint Saviour auf Jersey

Kurz nach der Versenkung der Charybdis trieben 21 Leichen auf Guernsey an. Die deutsche Verwaltung der Kanalinseln beerdigte sie mit militärischen Ehren. Die Inselbewohnern demonstrierten auf der Beerdigung ihre Loyalität zu Großbritannien. Etwa 5000 Einwohner der Insel nahmen an den Feierlichkeiten teil und legten um 900 Kränze ab. Von den deutschen Besetzern als Demonstration gegen sie verstanden, untersagten sie die Teilnahme von Zivilisten für die Zukunft. An diese Veranstaltung wird jährlich in einem Gedenkgottesdienst erinnert, an dem auch Überlebende der Battle of Sept-Îles und ihre Familien teilnehmen. 38 Tote wurden auf Jersey beerdigt und fast 150 in Frankreich an verschiedenen Orten.
Die Lage der Wracks der Charybdis und Limbourne ist bekannt. Die Charybdis wurde 1993 in 83 m Tiefe gefunden. 1969 erhielt die Royal Navy mit HMS Charybdis (F75) der Leander-Klasse wieder eine Charybdis, die bis 1991 im Dienst blieb.